# Elena Asachi
Elena Asachi (născută Eleonore Teyber, n. 30 octombrie 1789, Viena – d. 9 mai 1877, Iași) a fost compozitoare, pianistă și cântăreață română de origine austriacă.

## Biografie
A fost fiica compozitorului austriac Anton Teyber (Kapellmeister al curții vieneze), cu care a început studiile muzicale la Dresda. Continuă studiile la Viena (1822 - 1924), cu cântărețul de operă Domenico Donzelli. S-a afirmat ca pianistă și compozitoare la Iași (1827 - 1863). A tradus în limba română piese de teatru, vodeviluri, opere. A susținut recitaluri de canto și pian, a acompaniat interpreți români și străini în trecere prin Iași. A adaptat pentru scena lirico-dramatică, muzică din lucrările lui G. Rossini, V. Bellini, Fr. Auber, S. Mercadante, G. Verdi. S-a căsătorit cu poetului și scriitorului român Gheorghe Asachi, în anul 1827, având o colaborare importantă în opera componistică, dar și la realizarea unor publicații didactice, traduceri din Ențiclopedia începătoare pentru tinerimea românească care învață limba franceză, Iași, 1839.  Elena Asachi a devenit profesor la Conservatorul din Iași.
A organizat numeroase serate muzicale și literare la care au participat nume celebre precum Matei Buhuș, Matei Millo. 
A avut trei copii dintr-o primă căsătorie cu negustorul Kiriako Melirato. 
Este înmormântată în cripta de la baza statuii lui Asachi din fața Bisericii „Trei Ierarhi”.

## Operă
- Fête pastorale des bergers moldaves (vodevil pastoral) 1834
- Dragoș, întâiul domn suveran al Moldovei (dramă eroică cu muzică)1834
- Contrabantul (vodevil-comedie) 1847
- Petru Rareș Vodă (dramă serie în 2 acte) 1837
- Țiganii (vodevil cu cântece) 1856
- Voichița de Romania (melodramă istorică) 1863

### Cântece
- 'Ballade moldave (text de Gheorghe Asachi) 1834
- Se starb, sagst tu (text de Gheorghe Asachi, traducere de Elena Asachi) 1837
- Song of Society (text de Gheorghe Asachi) 1849